# J.D. Jackson
John-David William Jackson, detto J.D. (Burnaby, 27 febbraio 1969), è un allenatore di pallacanestro ed ex cestista canadese con cittadinanza francese.

## Carriera
Con il Canada ha disputato due edizioni dei Campionati mondiali (1990, 1994) e i Campionati americani del 1992.

## Palmarès

### Giocatore
- Campionato francese: 1

Le Mans: 2005-06
- Coppa di Francia: 1

Le Mans: 2004
- Semaine des As: 1

Le Mans: 2006

### Allenatore
- Campionato francese: 1

ASVEL: 2015-16
- Coppa di Francia: 1

Le Mans: 2008-09
- Semaine des As/Leaders Cup: 2

Le Mans: 2009, 2014
- Match des Champions: 1

ASVEL: 2016